# Dictyoarthrinium sacchari
Dictyoarthrinium sacchari är en svampart som först beskrevs av J.A. Stev., och fick sitt nu gällande namn av Damon 1953. Dictyoarthrinium sacchari ingår i släktet Dictyoarthrinium, divisionen sporsäcksvampar och riket svampar.   Inga underarter finns listade i Catalogue of Life.